# Casa Fecioarei Maria

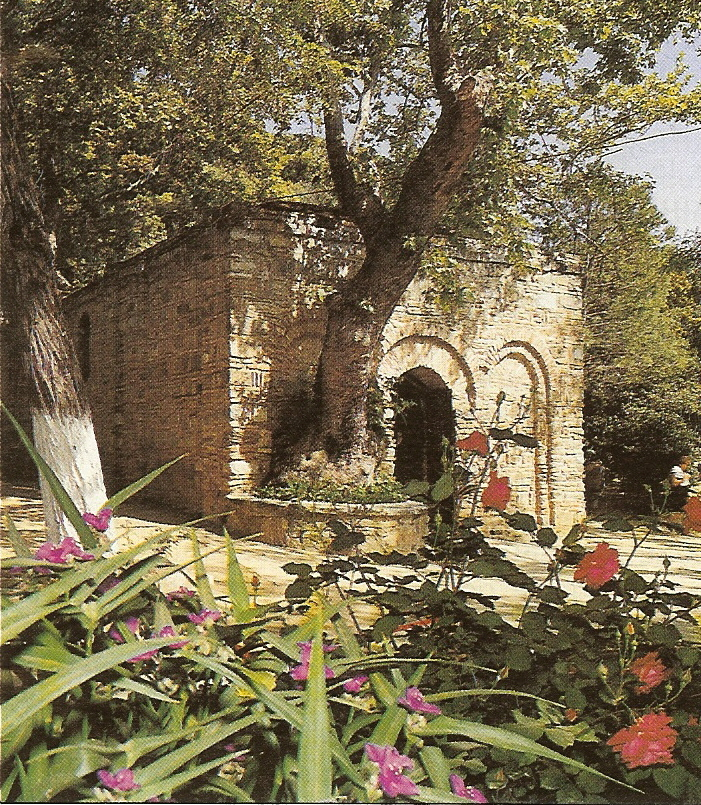
Panaya

Casa Fecioarei Maria (în turcă: Meryem Ana Evi) este un lăcaș de pelerinaj creștin și musulman situat în perimetrul orașului antic Efes, în prezent la 7 km sud-vest de Selçuk, Turcia. Casa a fost descoperită în secolul al XIX-lea, când au fost urmate instrucțiunile în presupusele viziuni ale Fericitei Ana Ecaterina Emmerich (1774–1824), o călugăriță și mistică romano-catolică germană. Aceste viziuni au fost publicate de scriitorul german Clemens Brentano după moartea ei. Biserica Catolică nu s-a pronunțat niciodată în favoarea sau împotriva autenticității casei, dar pelerinii au vizitat locul în mod regulat de la descoperirea sa. Papa Ioan Paul al II-lea a beatificat-o pe Emmerich pe 3 octombrie 2004. Pelerinii catolici vizitează casa cu încredințarea că Maria, mama lui Isus, a fost dusă acolo de apostolul Ioan și că ea a trăit acolo până la Adormirea ei (catolicii și ortodocșii cred că Maica Domnului nu a murit). Papa Leon al XIII-lea a vizitat casa în 1896, iar papa Benedict al XVI-lea în 2006.
Creștinii ortodocși cred în ipoteza întoarcerii Maicii Domnului la Ierusalim și venerează  Mormântul Fecioarei Maria.
Asocierea dintre Fecioara Maria și Efes datează din secolul XII d.Hr., Părinții Bisericii susținând că Maria a locuit și adormit la Ierusalim.